# Ben Fong-Torres

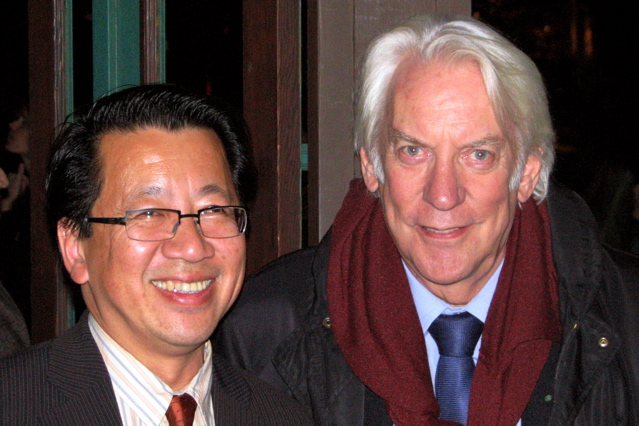
Ben Fong-Torres tillsammans med Donald Sutherland vid Mill Valley Film Festival 2005.

Benjamin "Ben" Fong-Torres, född 7 januari 1945 i Alameda, Kalifornien, är en amerikansk rockjournalist och författare. Han är mest känd för att ha arbetat för tidningen Rolling Stone.

## Biografi
Ben Fong-Torres har kinesiskt ursprung. Hans pappa, Ricardo Fong-Torres, tog efternamnet Torres och utgav sig för att vara filippin och på så vis kunna emigrera till USA. Han är bror till Shirley Fong-Torres.
Fong-Torres tog sin examen vid San Francisco State University år 1966. Han började arbeta på Rolling Stone år 1969. Under sin karriär på tidningen Rolling Stone hann Fong-Torres sammanställa intervjuer med legender som Bob Dylan, The Rolling Stones, skådespelaren Steve Martin och Linda Ronstadt. Han skrev även artiklar om Marvin Gaye, Sly and the Family Stone, Bonnie Raitt, Paul McCartney och Rodney Dangerfield. Han tilldelades ett Deems Taylor Award for Magazine Writing för en intervju han gjorde med Ray Charles år 1974. 
Han arbetade även som rock-DJ för en radiokanal i San Francisco, KSAN-FM, under 1970-talet. Han hade en egen talkshow, Fog City Radio, på en annan radiokanal. 
Han har även skrivit böcker som Hickory Wind och The Doors By The Doors (en biografi om The Doors). Två av hans böcker, Not Fade Away och Becoming Almost Famous, består av Fong-Torres gamla artiklar och intervjuer från Rolling Stone.
I filmen Almost Famous från år 2000 spelas han av Terry Chen. Filmens Ben Fong-Torres har dock inte mycket med den verkliga personen att göra. I filmen är Fong-Torres redaktör åt karaktären William Miller. 